# Milagres (Leiria)
Milagres ist eine Gemeinde (Freguesia) im portugiesischen Kreis Leiria. In ihr leben 2829 Einwohner (Stand 19. April 2021).